# Datafikation
Datafikation är när sociala och kulturella processer strävar efter att reducera människors liv och vardag till siffror och indikatorer. Att normalisera användningen av digital data, oavsett dess rimlighet.
Detta att jämföra med digitalisering som handlar om att överföra analoga processer till digitala system.